# Kuc kaspijski

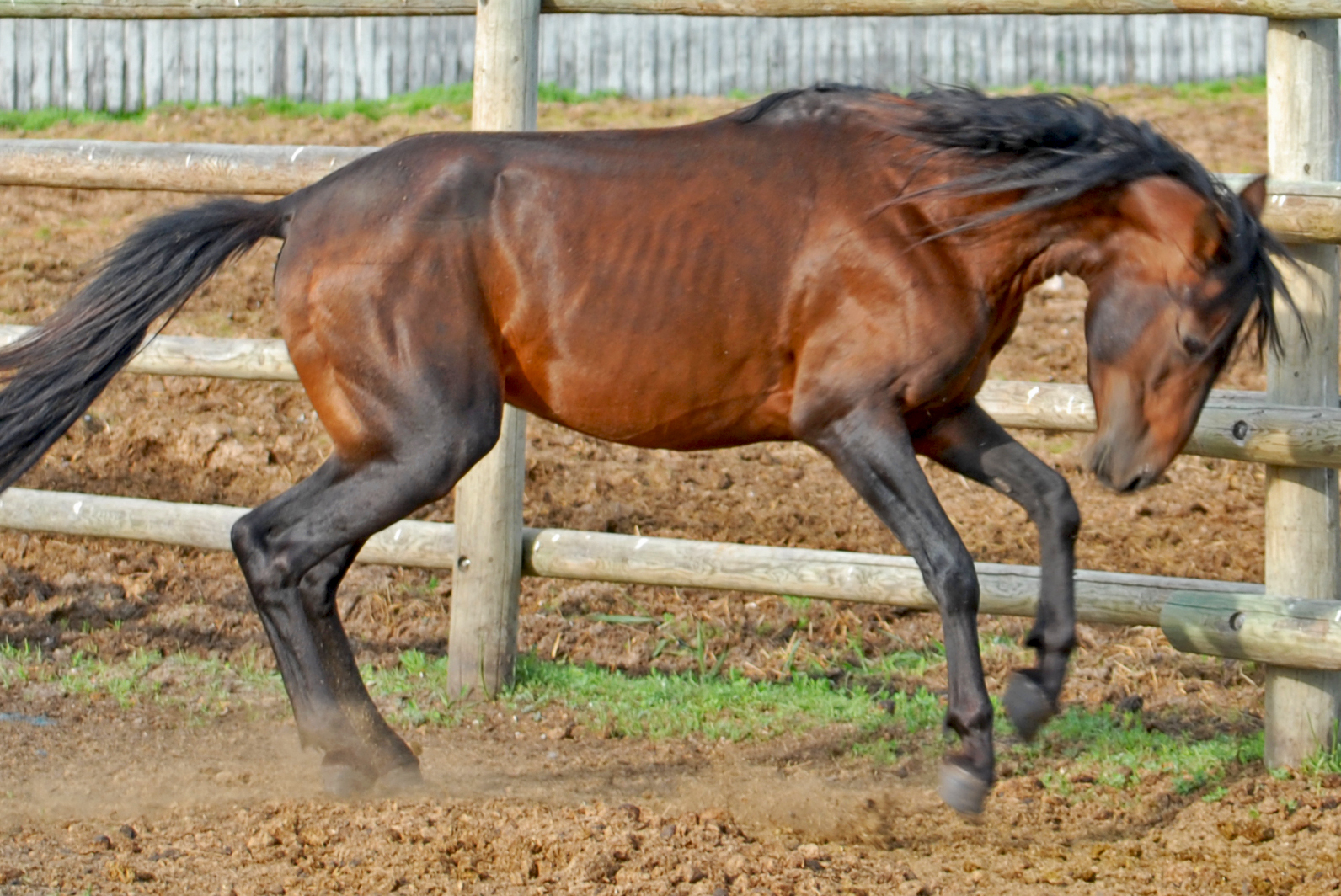

Kuc kaspijski – rasa konia charakteryzująca się niewielką, bo wynoszącą 105 - 120 cm, wysokością w kłębie. Pomimo tego przypomina bardziej małego konia niż kuca.

## Historia
Jest to starożytna rasa zamieszkująca obszar wokół Kaukazu i Morza Kaspijskiego, tereny dawnej Persji. Ich historia sięga 3000 roku p.n.e.. Były zaprzęgane do wojskowych rydwanów do czasu wprowadzenia siodła. Była uważana za rasę wymarłą, aż w 1965 r., kiedy to znaleziono kilku jej przedstawicieli ciągnących wózki w północnym Iranie.

## Budowa,pokrój,eksterier
Uważa się, że był on odległym prototypem araba i posiada wiele charakterystycznych cech arabskich "w miniaturze", włączając w to wklęsły profil i niewielkie, zgrabne uszy. Ma głowę porośniętą delikatnym, jedwabistym włosem i duże, czyste oczy, ale rasa ta chronologicznie wyprzedza konia arabskiego o około trzy tysiące lat. Kuc kaspijski jest szczupłej budowy, z silną, ukośną łopatką. Jego grzbiet jest krótko związany, a bujny ogon noszony bardzo wysoko, podobnie jak u araba. Najczęściej widywanymi maściami są gniada, skarogniada i siwa, ale kare i izabelowate też się niekiedy spotyka. Ma dobry kościec, a jego kości mają dużą gęstość. Kopyta są bardzo mocne, owalnego kształtu. Kuc kaspijski całym swoim wyglądem świadczy o doskonałości rasy. 

## Użytkowość,temperament
Choć pełen wigoru i energii, jest też chętny i uległy, a jego niezwykłe zdolności skokowe sprawiają, że jest doskonałym wierzchowcem dla dzieci. Kuc kaspijski ma długi, płynny ruch i potrafi dotrzymywać kroku przeciętnemu koniowi w każdym chodzie z wyjątkiem pełnego galopu. Jest też silny, zatem doskonale sprawdza się w zaprzęgu.
Inna nazwa: Mouleki lub Pouseki

## Standardy rasy
- The Caspian Horse Society (UK):